# 毛颏马先蒿
毛颏马先蒿（学名：Pedicularis lasiophrys）是列当科马先蒿属的植物，是中国的特有植物。分布于中国大陆的甘肃、青海等地，生长于海拔3,700米至5,000米的地区，一般生于高山草甸中、柳梢林和云杉林中的多水处，目前尚未由人工引种栽培。

## 异名
- Pedicularis lasiophrys Maxim. var. sinica Maxim.